# Bulbophyllum ceratostylis
Bulbophyllum ceratostylis är en orkidéart som beskrevs av Johannes Jacobus Smith. Bulbophyllum ceratostylis ingår i släktet Bulbophyllum och familjen orkidéer. Inga underarter finns listade i Catalogue of Life.